# Los Saicos
Los Saicos je peruánská hudební skupina, populární v šedesátých letech, která bývá pokládána za první představitele punk rocku.
Skupinu založili roku 1964 v limské čtvrti Lince studenti Erwin Flores (zpěv, kytara), Rolando Carpio (sólová kytara), César Castrillón (baskytara) a Francisco Guevara (bicí nástroje). Inspirovali se aktuálními anglosaskými styly garage rock a surf rock, své originální skladby opatřovali texty ve španělštině. Největším hitem byla píseň „Demolición“, vyznačující se jednoduchou strukturou (pouze tři akordy), rychlým rytmem a textem oslavujícím destruktivní nálady, což vedlo historiky populární hudby k označení skupiny za neuvědomělé, spontánní předchůdce punkového hnutí. Po vydání šesti singlů se skupina v roce 1966 rozpadla. Od roku 2006 začali její členové (bez Rolanda Carpia, který zemřel v roce 2005) znovu koncertovat, režisér Héctor Chávez o historii kapely natočil roku 2011 dokumentární film Saicomania. Za své vzory označuje Los Saicos americká skupina Black Lips.

## Diskografie

### SP
- 1965 Come On / Ana
- 1965 Demolición / Lonely Star
- 1965 Camisa de fuerza / Cementerio
- 1965 Te Amo / Fugitivo de Alcatraz
- 1965 Salvaje / El Entierro de Los Gatos
- 1966 Besando a Otra / Intensamente

### Kompilace
- 1999 Wild Teen Punk from Perú 1965
- 2006 Saicos
- 2010 ¡Demolición!